# Dichaetophora rotundicornis
Dichaetophora rotundicornis är en tvåvingeart som först beskrevs av Toyohi Okada 1966.  Dichaetophora rotundicornis ingår i släktet Dichaetophora och familjen daggflugor.
Artens utbredningsområde är Nepal. Inga underarter finns listade i Catalogue of Life.